# Кеава (остановочный пункт)
Ке́ава (эст. Keava raudteepeatus) — остановочный пункт в посёлке Кеава на линии Таллин — Рапла — Вильянди/Пярну. Находится на расстоянии 61 км от Балтийского вокзала.
На остановке расположен один низкий перрон. На остановке останавливаются пассажирские поезда, следующие в Таллин, Тюри и Вильянди. Скорые поезда не останавливаются. С Балтийского вокзала в Кеава поезд идёт 1 час и 8 минут.